# 井上一郎
井上 一郎（いのうえ いちろう、1951年 - ）は、日本の教育学者、国語教育学者、京都女子大学元教授。

## 来歴
出身地不明。中学校卒業後、造船所に就職し定時制高校に通う。卒業大学不明。1979年大阪教育大学大学院教育学研究科修士課程修了。奈良教育大学助教授、神戸大学教授、2001年文部科学省初等中等教育局教育課程科教育調査官、2008年京都女子大学教授。

## 著書
- 『読者としての子どもと読みの形成 個を生かす多様な読みの授業』明治図書出版、1993
- 『読者としての子どもを育てる文学の授業 文学の授業研究入門』明治図書出版、1995
- 『語彙力の発達とその育成 国語科学習基本語彙選定の視座から』明治図書出版、2001
- 『ことばが生まれる 伝え合う力を高める表現単元の授業の作り方』明治図書出版、2002
- 『文学の授業力をつける 7つの授業と自己学習を進める学習資料40』明治図書出版、2002
- 『読む力の基礎・基本 17の視点による授業づくり』明治図書出版、2003
- 『誰もがつけたい説明力 説明を話す説明文を書く説明文を読む』明治図書出版、2005
- 『「読解力」を伸ばす読書活動 カリキュラム作りと授業作り』明治図書出版、2005
- 『子ども時代 どのように生きるかどのように育てるか』明治図書出版、2007
- 『話す力・聞く力の基礎・基本』国語力の基礎・基本シリーズ、明治図書出版、2008
- 『教師のプライド』東洋館出版社、2009

### 共編著
- 『国語科新単元学習の構想と授業改革』浜本純逸共編、明治図書出版、1994、授業への挑戦
- 『多様な読みの力を育てる文学の指導法 教材研究と全授業記録』全3巻 編著、明治図書出版、1998
- 『総合的な読みの力を育成する国語科の授業』編著、明治図書出版、2000
- 『くどうなおこと子どもたち 詩人の生き方・子どもの読み方 工藤直子作品実践集』編著、明治図書出版、2001
- 『小学校国語科基礎・基本と学習指導の実際 計画・実践・評価のポイント』小森茂共編著、東洋館出版社、2002、新しい教育課程の展開
- 『読書力をつける 読書活動のアイデアと実践例16』編著、明治図書出版、2002
- 『「伝え合う力」を豊かにする自己発見学習 人間関係力を高める授業実践と15の扉』編著、明治図書出版、2003
- 『評価と学習カード国語科 小学校1-6年』編、小学館、2003、教育技術mook
- 『国語力の基礎・基本を創る 創造力育成の実践理論と展開』編著、明治図書出版、2004
- 『確かな国語力をつける授業モデル』全2巻 編著、明治図書出版、2004
- 『「読解力」を伸ばす授業モデル集』編著、明治図書出版、2005
- 『ブックウォークで子どもが変わる 本はともだち』編著、明治図書出版、2005
- 『調べる力を高める64のアイディアと授業 教科を貫く課題探究力の育成』編著、明治図書出版、2006
- 『読解力向上をめざした授業づくり 国語・社会・算数・理科・生活からの発信』安野功・吉川成夫・日置光久・田村学共編著、東洋館出版社、2006
- 『書く力の基本を定着させる授業 書けない子を書けるようにする』編著、明治図書出版、2007
- 『学年と学期に応じた話すこと・聞くことの基本の能力の育成 中学校』編著、明治図書出版、2008
- 『コンピュータを活用した国語力の育成』編著、明治図書出版、2008
- 『話す力・聞く力の基礎・基本を育てる 話して伝わる、聞いて分かる 小学校』編著、明治図書出版、2008
- 『知識・技能を活用した言語活動の展開 小学校国語科』編著、明治図書出版、2009、学力向上プロジェクトシリーズ
- 『言語活動例を生かした授業展開プラン 新学習指導要領対応 小学校国語科』編著、明治図書出版、2010、学力向上プロジェクトシリーズ

## 参考
- 『教師のプライド』著者紹介
- 『ブックウォークで子どもが変わる 本はともだち』著者紹介
- 京都女子大学